# Pfalz–Neuburgi Eleonóra magyar királyné
Eleonóra Magdolna (Terézia, németül: Eleonore Magdalene Therese; Düsseldorf, Rajnai Palotagrófság, 1655. január 6. – Bécs, Ausztria, Habsburg Birodalom, 1720. január 19.), I. Lipót császár harmadik feleségeként a Szent Római Birodalom császárnéja, német, magyar és cseh királyné 1676 és 1705 között. Már házasságkötése előtt, majd özvegysége idején is mélyen vallásos életet folytatott: latinból németre fordította a Bibliát, és jelentős szerepet vállalt a sarutlan karmeliták rendjének támogatásában. Kortársai műveltsége és vallásos erényei miatt a korszak egyik legműveltebb és legtekintélyesebb uralkodónéjaként tekintettek rá.
Eleonóra nem csupán udvari tekintélyével, hanem politikai befolyásával is kitűnt férje és idősebb fiai uralkodása idején: aktívan részt vett az udvari bevételek kezelésében és a külkapcsolatok alakításában, különösen a Habsburg-dinasztia érdekeinek védelmében játszott fontos szerepet. 1711-ben, fia, I. József halála után rövid ideig régensként irányította a birodalmat, ebben az időszakban fogadta el a szatmári békét, amely biztosította a Habsburg-örökösödési jog elismerését a Magyar Királyságban.

## Ifjúkora (1655–69)

### Születése és neveltetése

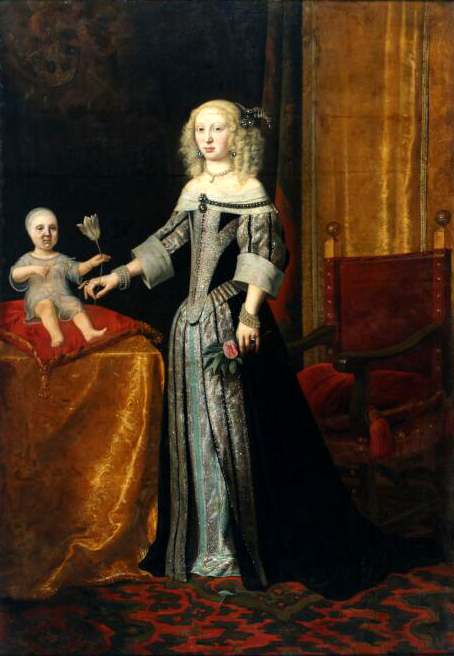
Erzsébet Amália portréja, feltehetően legidősebb leánya, Eleonóra Magdolna hercegnővel (Johannes Spilberg, 1655 körül)

Eleonóra Magdolna Terézia 1655. január 6-án látta meg a napvilágot Düsseldorfban, a Rajnai Palotagrófságban, a Német-római Birodalom területén. Fülöp Vilmos pfalzi választófejedelem és felesége, a hessen–darmstadti hercegnő, Erzsébet Amália leányaként született, a tizenhét gyermek közül ő volt a legidősebb. Keresztelőjét közvetlenül születése után tartották az altenburgi apátságban, amelyre Jakob Bidermann jezsuita költő latin nyelvű költeményt írt hexameterben „Eleonóra születésének dala” (latinul: Eleonorae Geniale carmen) címen. Bidermann később lelki vezetőjeként kísérte figyelemmel a hercegnő életútját.
Nem sokkal születését követően családjával Neuburgba költöztek. Széleskörű és vallásos neveltetésben részesült. Tanulmányai során jártas lett a teológiában és az irodalomban, valamint több nyelvet is elsajátított, anyanyelve, a német mellett a latint, a franciát és az olaszt is. Különös érdeklődést mutatott a vallásos irodalom iránt, és már fiatalon egyházi szövegek német fordításába kezdett. Korán megnyilvánuló ájtatossága életmódját is meghatározta: szigorú önfegyelmet gyakorolt, ugyanakkor a szegényekhez való viszonyában a keresztényi alázatot és egyenlőséget képviselte. Jámborsága és műveltsége miatt kortársai már fiatal korában az erényes és példamutató főúri kisasszonyok között emlegették.

### Származása és családja

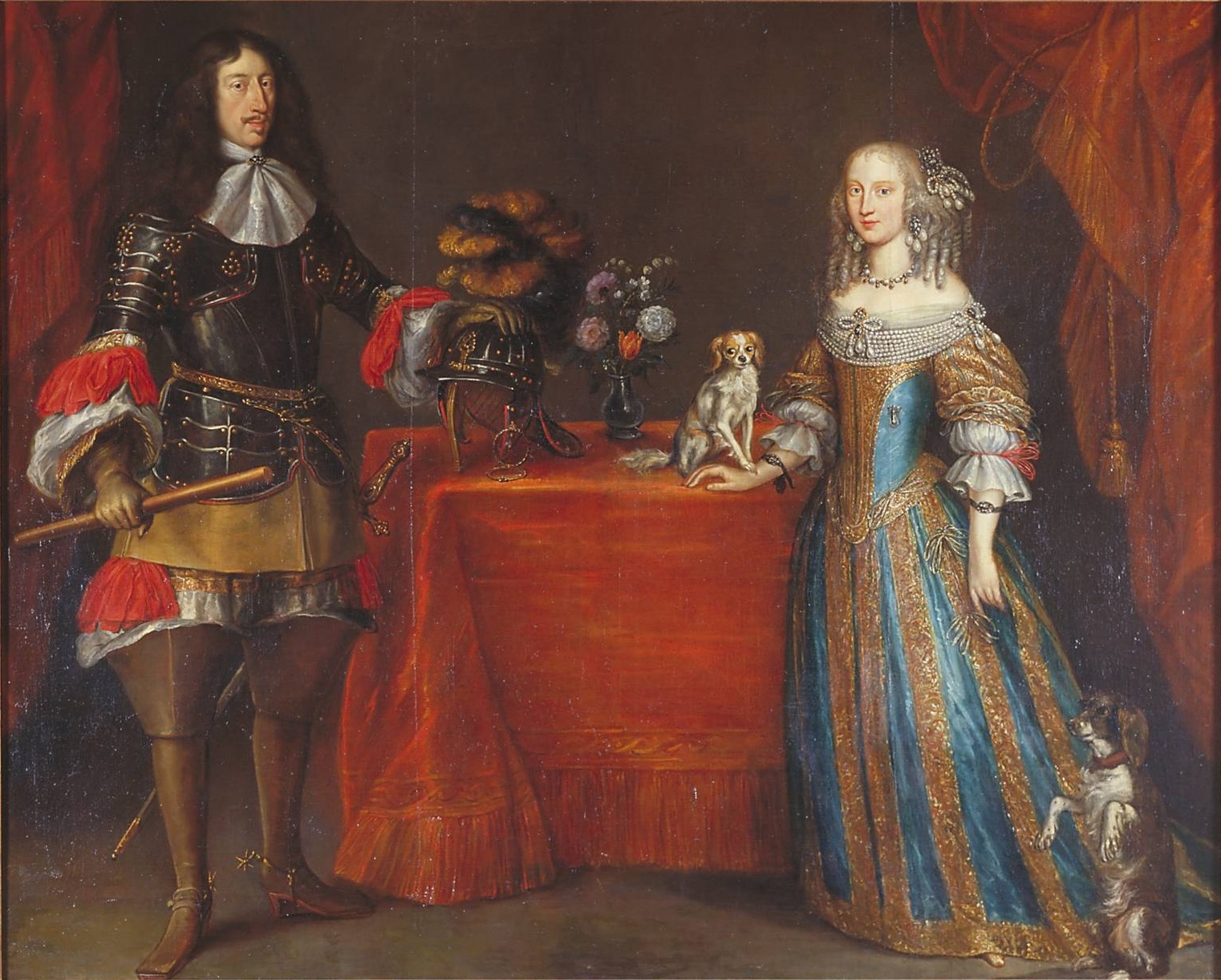
A hercegnő szülei, Fülöp Vilmos pfalzi választófejedelem és Erzsébet Amália (azonosítatlan festő, 17. század)

Eleonóra Magdolna a Wittelsbach-ház pfalz–neuburgi ágából származott. Apja, Fülöp Vilmos pfalzi választófejedelem és jülich–bergi herceg, anyja pedig Hessen–Darmstadti Erzsébet Amália volt, így egyszerre kötődött a német fejedelmi családok több jelentős vonalához. Apai nagyapja, Wolfgang Vilmos herceg a 17. század elején erősítette meg a neuburgi ágat, míg anyai nagyapja, II. György hessen–darmstadti tartománygróf a protestáns és katolikus fejedelmi házak közti kapcsolatokban játszott fontos szerepet.
Eleonóra tizenhét gyermek közül volt a legidősebb, testvérei közül többen is magas rangot értek el az európai uralkodóházak között: két fivére, János Vilmos és Károly Fülöp is viselte a választófejedelemi címet, míg Mária Zsófia nevű húgából portugál királyné, Dorottya Zsófiából parmai hercegné, Mária Annából pedig az utolsó Habsburg-házi spanyol király, II. Károly második felesége lett. Családja kiterjedt dinasztikus kapcsolatai révén a korszak egyik legbefolyásosabb európai uralkodóházának számított.

## Házassága
Bár Eleonóra többre tartotta a kolostori életet a bécsi császári udvar pompájánál, családja nyomására elfogadta I. Lipót császár házassági ajánlatát, aki ekkorra már kétszer özvegyült meg. 1676. december 14-én Passauban ment férjhez Lipóthoz, 1681. november 9-én Sopronban magyar királynévá, majd 1689-ben Mainzban német-római császárnévá koronázták. A rendkívül művelt asszony lett Lipót egyik legfontosabb segítője, s erős befolyást gyakorolt a politikára és az udvari életre. 1686 és 1705 között a Gonzaga Eleonóra királyné által alapított Csillagkeresztes Rend védnökasszonya volt, ami a katolikus, jótékonykodó nemes asszonyok kitüntetése és szervezete volt.

## Özvegységben
I. Lipót 1705. május 5-én Bécsben meghalt. Eleonóra 15 évvel élte túl férjét, és a császár halála után az udvar befolyásos központja maradt, nem tartott attól, hogy kritizálja fia, I. József császár kormányzati tevékenységét.
A fiatal császár hirtelen halála után, 1711-ben elvállalta a régensséget addig, míg kisebbik fia, Károly főherceg vissza nem tért Spanyolországból Bécsbe.
Egész életében nagy vallási jámborsággal szentelte magát a szegények és betegek gyámolításának. 
Egy gyónás közben szélütést kapott, és néhány hét múlva, 1720. január 19-én meghalt. Saját kérésére nem boncolták fel, és nem balzsamozták be. Egyszerű apácaruhában helyezték örök nyugalomra a Habsburgok hagyományos temetkezőhelyén, a bécsi kapucinusok templomának kriptájában.

## Gyermekei
1. József főherceg (1678. július 26. – 1711. április 17.), apját követően német-római császár, magyar és cseh király.
2. Krisztina főhercegnő (1679. június 18.), születése napján meghalt.
3. Mária Erzsébet főhercegnő (1680. december 13. – 1741. augusztus 26.), az Osztrák Németalföld császári helytartója lett.
4. Lipót József főherceg (1682. június 2. – 1684. augusztus 3.), gyermekként meghalt.
5. Mária Anna főhercegnő (1683. szeptember 7. – 1754. augusztus 14.), V. János portugál király felesége lett.
6. Mária Terézia főhercegnő (1684. augusztus 22. – 1696. szeptember 28.), gyermekként meghalt.
7. Károly főherceg (1685. október 1. – 1740. október 20.), testvérét követően német-római császár, magyar és cseh király.
8. Mária Jozefa főhercegnő (1687. március 6. – 1703. április 14.), gyermekként meghalt.
9. Mária Magdolna főhercegnő (1689. március 26. – 1743. május 1.), hajadonként a császári udvarban élt élete végéig.
10. Mária Margit főhercegnő (1690. július 22. – 1691. április 22.), gyermekként meghalt.